# Antonio Manríquez Guluarte
Antonio Benjamín Manríquez Guluarte (15 de febrero de 1952). Es un político mexicano, miembro del Partido Revolucionario Institucional, ha sido en dos ocasiones diputado federal y senador por Baja California Sur.
Es abogado egresado de la Universidad Nacional Autónoma de México, ha ocupado los cargos de agente del Ministerio Público, Oficial Mayor del Congreso de Baja California Sur, Diputado al Congreso de Baja California Sur, y Secretario General de Gobierno del estado.
Electo diputado federal por el II Distrito Electoral Federal de Baja California Sur en dos ocasiones, a la LIV Legislatura de 1988 a 1991 y a la LVII Legislatura de 1997 a 2000. En el periodo entre ambas diputaciones fue Senador por Baja California Sur en el periodo de 1991 a 1997.
En 1999 fue candidato del PRI a Gobernador de Baja California Sur, en la elección interna del PRI le ganó la candidatura al entonces Presidente Municipal de La Paz, Leonel Cota Montaño, quien desconoció los resultados, renunció al PRI y fue postulado candidato a Gobernador por el Partido de la Revolución Democrática, se enfrentaron en la Elecciones constitucionales, resultado derrotado Antonio Benajmin Manríquez.
En 2004 intentó ser candidato a Presidente Municipal de La Paz, pero no logró la candidatura.En 2008 su hijo fue candidato suplente a la presidencia municipal de La Paz.
Millonarias transferencias a la campaña electoral a Gobernador de Baja California Sur de Manríquez
Durante la campaña electoral de Antonio Manríquez Guluarte, se reportaron varias transferencias financieras de origen público. 
Estas transferencias incluyen:
23 de diciembre de 1998: Se realizó una transferencia de ocho millones de pesos.
14 de enero de 1999: Se registró una segunda transferencia ascendiendo a un millón 500 mil pesos.
22 de enero de 1999: Una tercera transferencia se efectuó por un monto de ocho millones de pesos.
A finales de enero, la Secretaría de Finanzas local emitió un cheque a favor de Dinorah Chávez por cinco millones 850 mil pesos. La suma total de estos depósitos asciende a 23 millones 350 mil pesos.
De acuerdo con declaraciones ministeriales de Dinorah Chávez, se realizaron varias transferencias a cuentas bancarias vinculadas a los responsables de las finanzas de la campaña de Manríquez Guluarte. Entre estas, se destaca un depósito realizado a la cuenta 4008491540, a nombre de Jesús Rivas Amao, por cinco millones 300 mil pesos.
Por otro lado, el gobernador del estado, Leonel Cota Montaño, afirmó que las acciones legales emprendidas contra dos exfuncionarios estatales, así como las órdenes de aprehensión contra otros ex servidores públicos, incluyendo al exgobernador Guillermo Mercado Romero, no constituyen una venganza política. Según Montaño, estos procedimientos corresponden estrictamente a cuestiones judiciales.